# أبرشية فرس القبطية

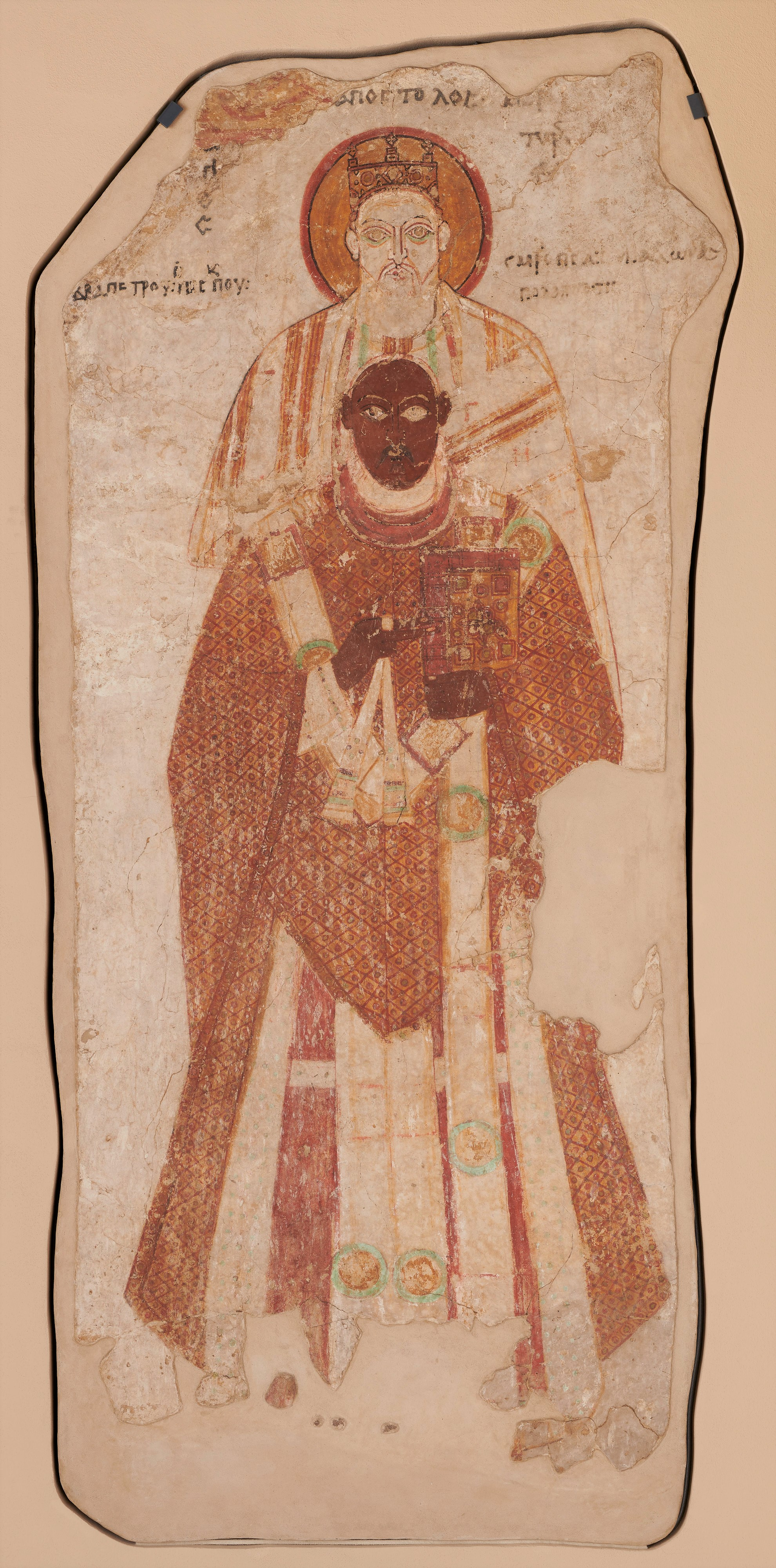
المطران بطرس مع القديس بطرس الرسول، لوحة جدارية من كاتدرائية فرس (المتحف الوطني في وارسو).

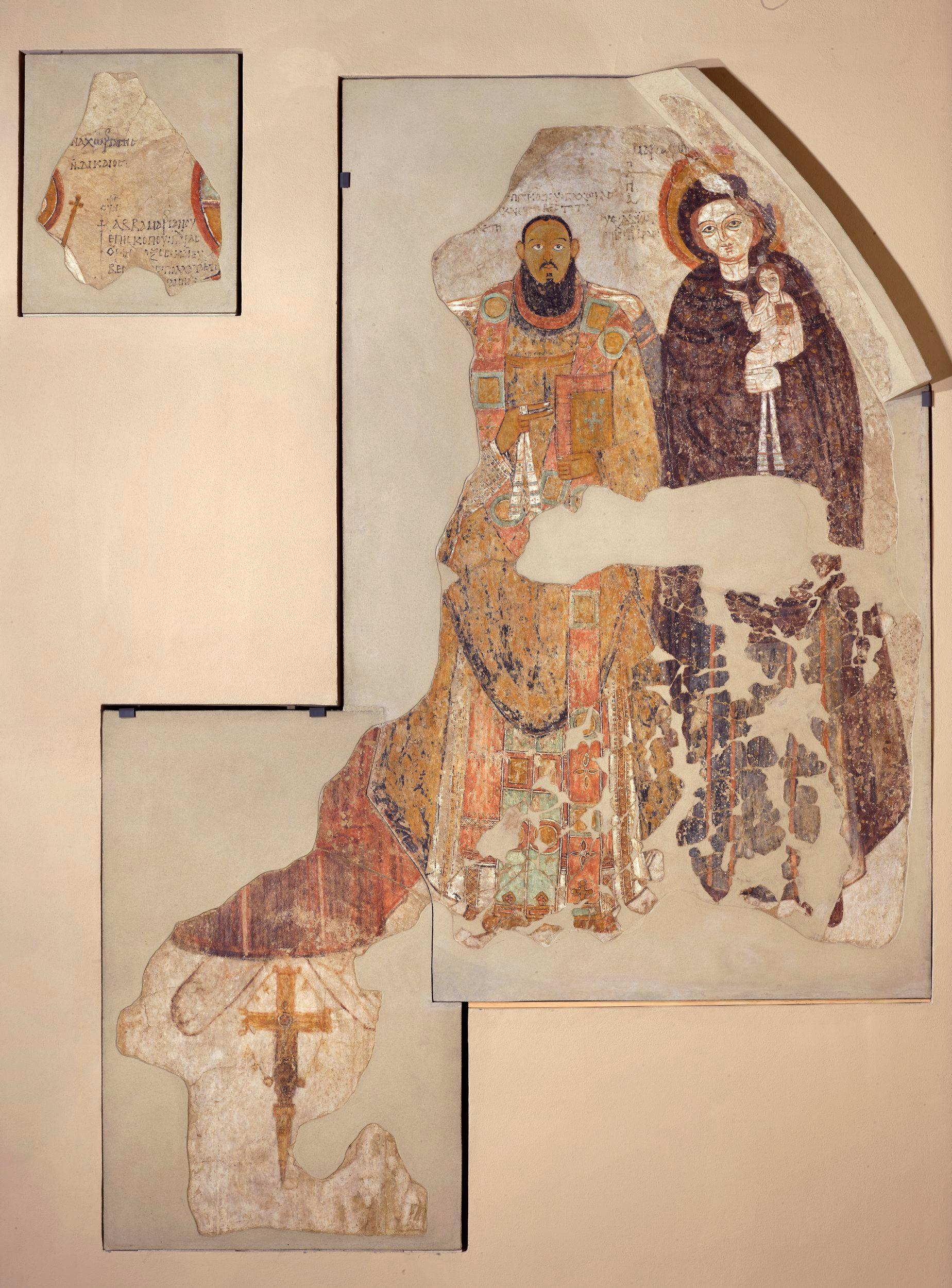
الأسقف ماريانوس من باخوراس تدعمه مادونا والطفل، كما هو موضح في اللوحة الجدارية من كاتدرائية فرس (المتحف الوطني في وارسو).

أبرشية فرس القبطية هي أبرشية فخرية للكنيسة القبطية الأرثوذكسية كانت موجودة سابقًا في بخراس في نوباتيا (فرس الحديثة في السودان). الأسقف الحالي هو المطران سارابامون (سيرابيس آمون).   